# José Luis Jaimerena
José Luis Jaimerena (né le 12 mai 1960 à Elizondo) est un coureur cycliste et directeur sportif espagnol. Cycliste professionnel en 1983, il est directeur sportif de l'équipe Movistar.

## Biographie
Après plusieurs années dans l'équipe Reynolds amateur, José Luis Jaimerena en 1983 passe dans l'équipe professionnelle du même nom. Il n'y reste qu'une saison et doit mettre fin à sa carrière à cause de blessures. Il intègre l'encadrement de l'équipe Reynolds amateur, qu'il dirige pendant onze ans.
En 1996, il devient directeur sportif de l'équipe professionnelle Banesto, qui a pris la succession de Reynolds en 1990. Il en reste membre durant les années suivantes, sous ses appellations successives : iBanesto.com, Illes Balears-Banesto, Illes Balears, Illes Balears-Caisse d'Épargne, Caisse d'Épargne-Illes Balears, Caisse d'Épargne et enfin Movistar depuis 2011.

## Palmarès
- 1982
  - Prologue du Cinturón a Mallorca
  - San Martín Proba
- 1984
  - 1rea étape de la Vuelta a Vizcaya